# Кезон Дуиллий
Кезон Дуиллий (лат. Kaeso Duillius; IV век до н. э.) — римский политический деятель из плебейского рода Дуиллиев, консул 336 года до н. э. Предположительно сын или внук Гнея Дуиллия Лонга, военного трибуна с консульской властью 399 года до н. э.
Кезон Дуиллий первым из своего рода достиг консульской должности. Его коллегой был Луций Папирий Красс. Совместно консулы разбили сидицинов и авзонов (последние впервые были противниками Рима). Город авзонов Калы был взят уже одни из консулов следующего года, но Кезон Дуиллий стал одним из триумвиров, занимавшихся выведением в Калы колонии.